# Postępowo-Konserwatywna Partia Kanady
Postępowo-Konserwatywna Partia Kanady (ang. Progressive Conservative Party of Canada, fr. Parti progressiste-conservatuer du Canada) – partia polityczna działająca w Kanadzie od 1867 do 2003, kiedy formalnie zjednoczyła się z partią Canadian Alliance, by stworzyć nową Konserwatywną Partię Kanady.
Partia powstała na długo przed datą Konfederacji Kanady i była odbiciem angielskiej partii konserwatywnej, tzw. torysów. Do dziś jest to skrótowa nazwa Partii – Tory. Początkowo nazywała się Liberal-Conservative Party – Partią Liberalno-Konserwatywną. Z czasem utraciła w swej nazwie przymiotnik Liberal i była dalej zwana Conservative Party of Canada. W 1942, po wchłonięciu Postępowej Partii Kanady, dołączono do jej nazwy przymiotnik „Postępowa”.

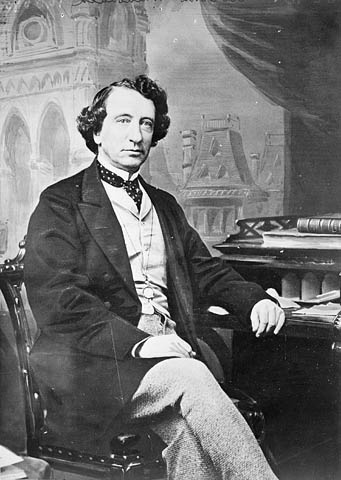
John Macdonald, pierwszy premier Kanady (1867)

Lider tej partii, John Macdonald, stanął na czele pierwszego rządu skonfederowanej Kanady. Przez następne lata torysi wielokrotnie sprawowali władzę. W przeciągu 136 lat skonfederowanej Kanady torysi rządzili 51 lat, oraz przez cztery lata rządów unijnych w okresie I wojny światowej.
W polityce międzynarodowej Partia Konserwatywna była proimperialna (w odniesieniu do Imperium Brytyjskiego), monarchistyczna i społecznie konserwatywna. W sensie religijnym opierała się na wyznaniach protestanckich, aczkolwiek ta cecha przestaje być w dzisiejszych czasach dominująca. Po wojnie światowej orientacja proimperialna zastąpiona została proamerykańską. W życiu społecznym popierali politykę asymilacji i tworzenie względnie homogenicznego społeczeństwa.
W polityce gospodarczej konserwatyści opierali się na koncepcjach merkantylizmu. Stali na stanowisku ochrony własnego rynku i wielkiego przemysłu za pomocą taryf celnych i zachęt dla pobudzania eksportu.
Od większości swych idei Partia Konserwatywna odstąpiła w latach osiemdziesiątych (za kadencji Briana Mulroneya), kierując się w stronę liberalizmu gospodarczego i wolnego handlu.
Kryzys Partii Postępowo-Konserwatywnej rozpoczął się wraz z secesją części posłów z Quebecu, tworzących oddzielny klub parlamentarny jako Blok Quebecu. Z drugiej strony, wpływom partii w zachodniej części Kanady zagroziło powstanie nowej partii o profilu konserwatywnym (Kanadyjska Partia Reform). Ta nowa partia, odwołująca się do konserwatywnych tradycji, zarzucała Postępowym Konserwatystom odejście w stronę liberalizmu, a nawet socjaldemokracji.
Największą szkodę partii przyniósł kryzys gospodarczy, w jakim pogrążyła się Kanada w początku lat dziewięćdziesiątych. Gospodarka kanadyjska przeszła przez najgłębszą recesję w okresie powojennym, bezrobocie wzrosło do poziomu z okresu wielkiego kryzysu, inflacja dochodziła do 10%, a stopy oprocentowania tę granicę przekroczyły. Dodać do tego należy wprowadzenie niepopularnego podatku VAT. Partii nie uratowała zmiana w jej kierownictwie. Kim Campbell, następczyni Briana Mulroneya, nie potrafiła wykorzystać swej krótkotrwałej popularności. Po mistrzowsko przeprowadzonej kampanii wyborczej liberałów, Partia Postępowo-Konserwatywna w wyborach do 35 parlamentu zdobyła zaledwie dwa mandaty, podczas gdy Blok Quebecu 54, zostając oficjalną opozycją, a reformiści 52. W kolejnych wyborach, choć nieco poprawiła swą pozycję zdobywając 20 mandatów, ciągle pozostawała w tyle tak za reformistami z 60 mandatami, jak i za Blokiem Quebecu z 44 mandatami. Dalszy rozpad partii nastąpił w 2000 roku, kiedy to część polityków konserwatywnych, zwanych czerwonymi torysami (Red Tories), poszła do wyborów wspólnie z Partią Reform, tworząc Kanadyjski Sojusz Reformatorsko-Konserwatywny, podczas gdy inni, zwani niebieskimi torysami (Blue Tories), postanowili pozostać wiernymi znakom Partii Postępowo-Konserwatywnej. Pojawienie się po raz kolejny po dwóch kandydatów konserwatywnych na listach wyborczych pomogło liberałom odnieść kolejne zwycięstwo do 37 kadencji parlamentu. Postępowi Konserwatyści (niebiescy torysi) zdobyli zaledwie 12 mandatów, podczas gdy Sojusz 66.
Błędu tego nie powtórzono. W 2003 nastąpiło zbliżenie obu partii, które zaowocowało historyczną ugodą zawartą 15 października 2003. Zgodnie z porozumieniem ratyfikowanym przez zjazdy obu partii, uległy one rozwiązaniu, a w ich miejsce powołana została nowa Konserwatywna Partia Kanady.
Mimo że na poziomie federalnym partia przestała istnieć, jej oddziały radzą sobie zupełnie dobrze, w wielu przypadkach posiadając większość w parlamentach poszczególnych prowincji. Partia nie posiada prowincjalnych organizacji w Quebecu (wyparta przez Blok Quebecu) w Kolumbii Brytyjskiej i Saskatchewanie.
Liderzy Partii Postępowo-Konserwatywnej od czasów Konfederacji Kanady:
- John Macdonald (1867–1891)
- John Abbott (1891–1892)
- John Thompson (1892–1894)
- Mackenzie Bowell (1894–1896)
- Charles Tupper (1896–1901)
- Robert Borden (1901–1920)
- Arthur Meighen (1920–1926)
- Hugh Guthrie (1926–1927)
- Richard Bedford Bennett (1927–1938)
- Robert Manion (1938–1940)
- Richard Hanson (1940–1943)
- John Bracken (1943–1948)
- George Drew (1948–1956)
- John Diefenbaker (1956–1967)
- Robert Stanfield (1967–1976)
- Joe Clark (1976–1983)
- Erik Nielsen (1983)
- Brian Mulroney (1983–1993)
- Kim Campbell (1993)
- Jean Charest (1993–1998)
- Elsie Wayne (1998)
- Joe Clark (1998–2003)
- Peter MacKay (2003)